# Szeliniak sosnowy
Szeliniak sosnowy, szeliniak sosnowiec (Hylobius abietis) – chrząszcz z rodziny ryjkowcowatych.
Rójka
Pojawia się od końca kwietnia do września.
Wygląd
Długość 8–13 mm, sylwetka krępa, barki kanciaste, czułki usytuowane na końcu ryjka. Ciało barwy brązowej bez połysku, twarde, u młodych na pokrywach żółte plamki ułożone w kilka przepasek. Latają głównie osobniki młode.
Występowanie
Cała Europa, Syberia, Kazachstan, Japonia.
Pokarm
Imago żer uzupełniający, młodych żer regeneracyjny w szyjach korzeniowych i w części przyziemnej młodych sosen. Wylęgająca się larwa żeruje w systemach korzeniowych pniaków, przyczyniając się do ich szybszego rozkładu.
Rozród

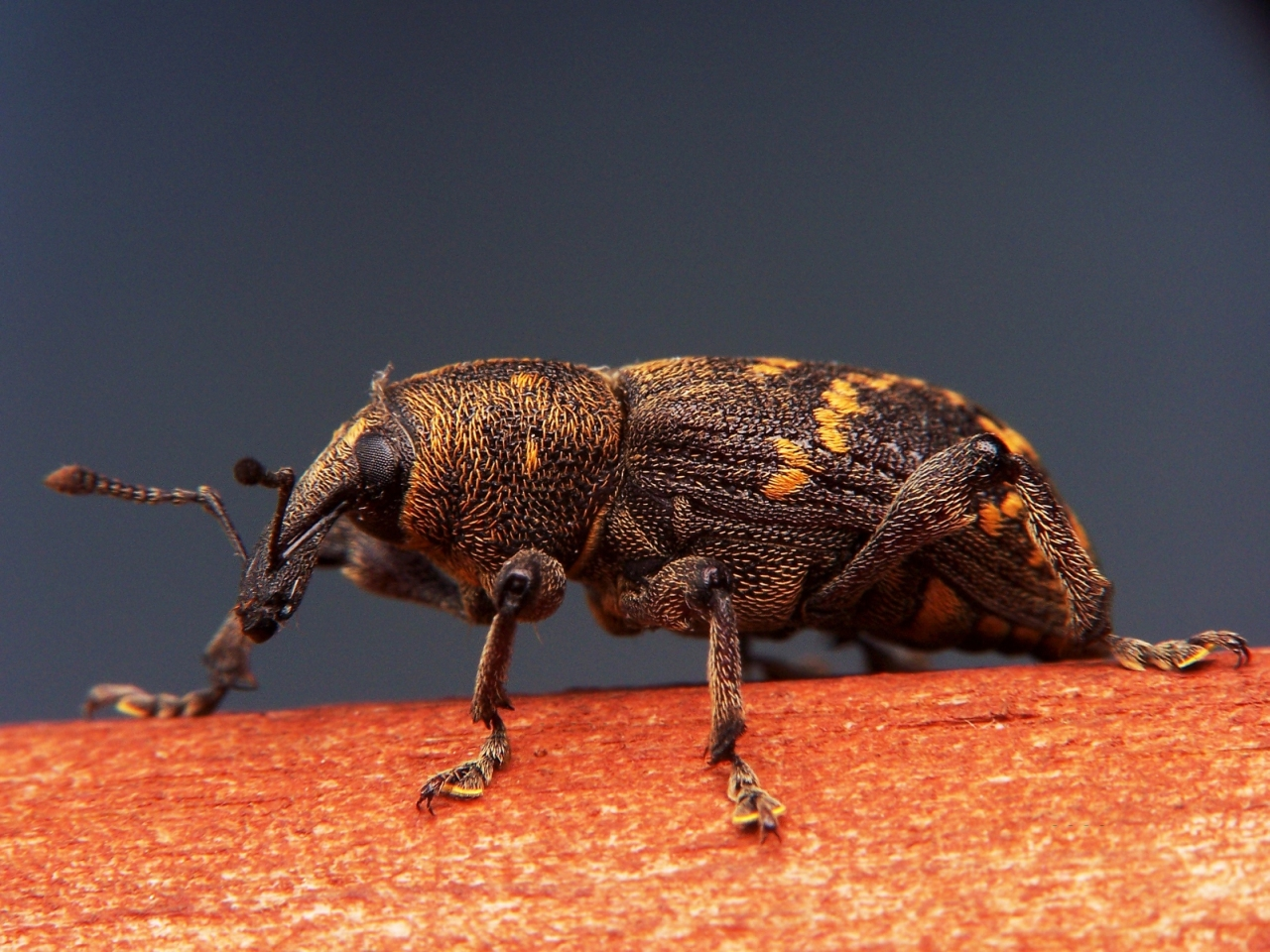
Dorosły osobnik, Białowieża

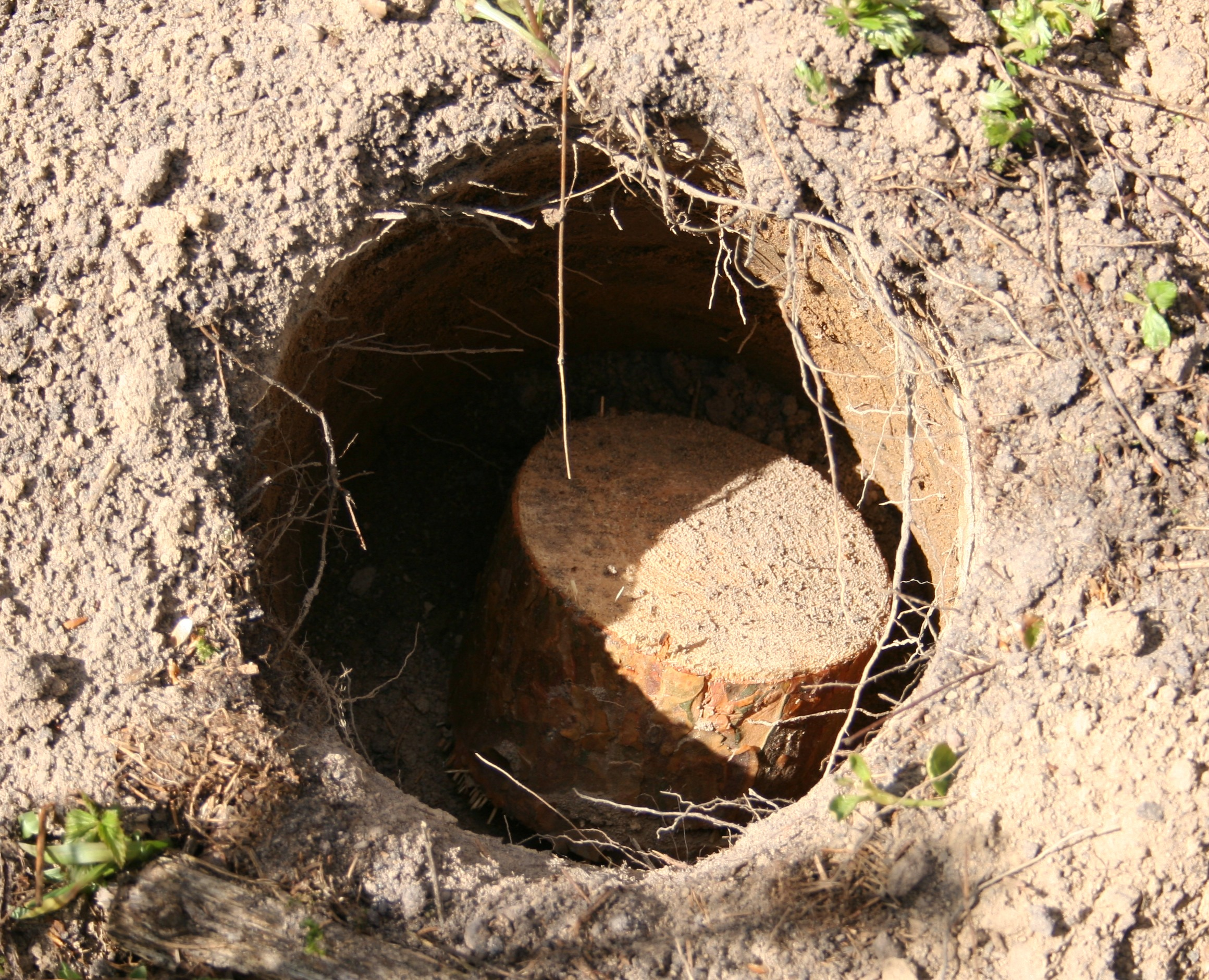
Prognostyczna pułapka na chrząszcze

Samica składa około 60 jaj w korzeniach pniaków, przepoczwarczenie odbywa się po upływie 4-8, a nawet 15 miesiącach od momentu złożenia (imago żyje do 3 lat).
Znaczenie
W leśnictwie szkodnik o pierwszorzędnym znaczeniu gospodarczym, występuje na całym terenie kraju, wybitny polifag z preferencją gatunków iglastych, atakuje drzewostany od szkółki do młodnika, może doprowadzić do wyniszczenia młodej uprawy, w starszych uprawach może doprowadzić do deformacji drzewek, stwarza podłoże dla szkodników wtórnych, jest kłopotliwy w zwalczaniu.
Jego niechęć do latania pozwala na łatwe monitorowanie liczebności. Wokół zrębów, gdzie odnawiana będzie sosna wykopywane są rowki chwytne lub izolacyjne (o przekroju ok. 20x30 cm). Chrząszcze szukając wyjścia zmierzają wzdłuż rowka i gromadzą się w dodatkowych zagłębieniach, skąd można je łatwo wybrać. Na zrębach spotyka się również pułapki w postaci dołów, w których wyłożone są świeże krążki drewna sosnowego wabiące swym zapachem dorosłe chrząszcze.